# 高千穗峰
高千穗峰（日语：／ Takachiho no mine */?）是位於日本宮崎縣及鹿兒島縣交界的複式火山，為霧島連峰的第二高峰，標高1,573公尺。現今亦劃入霧島錦江灣國立公園範圍內。

## 自然
更新世的安山岩构成的相对较新的火山。山顶形成熔岩穹丘，火山口已被堵塞。另一方面，御鉢火山口直径东西约550米，深度约200米，1913年也曾发生过喷发。二子石已被严重侵蚀，火山口地形几乎消失。
东麓的火山湖御池（みいけ）周边有仙八色鸫、三宝鸟等野生鸟类飞来。

## 神話信仰

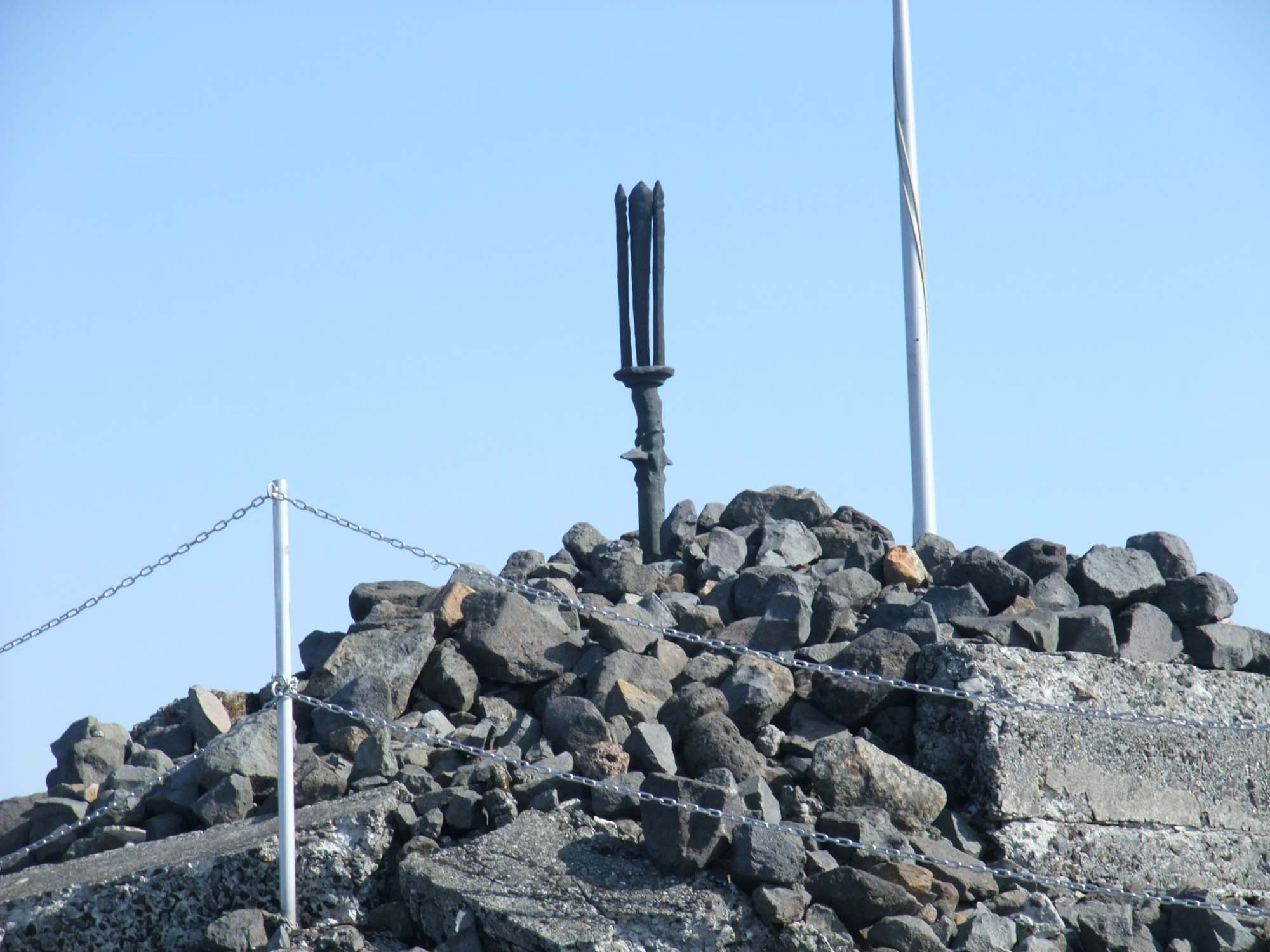
現存山頂的天之逆鉾

在日本傳説中，高千穗峰是天照大神之孫天津彥彥火瓊瓊杵尊為了統治葦原中國的天孫降臨之地。山頂上有天津彥彥火瓊瓊杵尊降臨之時所立、青銅製的「天逆鉾」，為日本山岳信仰的重要象徵之一。山麓則有「霧島六社權現」中的3個神社，鹿兒島縣側有霧島神宮，宮崎縣側有霧島東神社、以及狹野神社。
坂本龍馬及妻龍在1866年的「日本最初的新婚旅行」曾來此地，並在寄給其姊乙女的信中提到自己拔出天逆鉾之事。

## 關連項目
- 高千穗河原

## 外部連結
- 氣象廳 火山解說資料
- 高千穗峰 （页面存档备份，存于）